# François Alexandre Pierre de Garsault
François Alexandre Pierre de Garsault ( 1691 -1778 ) fue un destacado artista ilustrador, pteridólogo, botánico, y zoólogo francés. Fue miembro de la Academia de las Ciencias Francesa.

## Algunas publicaciones

### Libros
- 1764. Le Nouveau Parfait Maréchal. 5 vols. [xxxiv: epitro, prefacio, tablas, aprobación, privilegios], 641 pp.; retrato de Garsault en frontispicio, 29 planchas grabadas, 20 planchas botánicas
- 1767. Les figures des plantes et animaux.
- 1769. Art du tailleur. Ed. imp. de Delatour. 60 pp.-17 pl. Catálogo de arte en línea Frontispicio de la obra

- La abreviatura «Garsault» se emplea para indicar a François Alexandre Pierre de Garsault como autoridad en la descripción y clasificación científica de los vegetales.[1]

## Abreviatura (zoología)
La abreviatura Garsault  se emplea para indicar a François Alexandre Pierre de Garsault como autoridad en la descripción y taxonomía en zoología.